# Финци, Грациане
Грациане Финци, правильнее Грасьян Фензи (фр. Graciane Finzi; 10 июля 1945, Касабланка) — французский композитор.

## Биография
Из музыкальной семьи. Закончила консерваторию в Касабланке, затем — Парижскую консерваторию, с 1979 — профессор этой последней. В 1975—1979 — музыкальный директор Фестиваля La Défense. В 2001—2003 — приглашенный композитор в Лилльском национальном оркестре.

## Сочинения

### Оперы
- Pauvre Assassin (1990, по пьесе Павла Когоута; премия Союза авторов, композиторов и музыкальных издателей Франции)
- Последний день Сократа/ Le dernier jour de Socrate (1998)
- Le clavier fantastique, опера для детей на текст Жюля Верна (2000)

### Оркестровые сочинения
- De la terre à la vie для кларнета и 12 струнных (1979)
- Концерт для двух скрипок и оркестра (1981)
- Концерт для флейты, арфы и оркестра (1990)
- Univers de Lumière, симфоническая поэма (1991)
- Brume de sable, концерт для перкуссии и оркестра (1999)
- Errance dans la nuit для виолончели и оркестра (2002)
- Moments для оркестра (2003)

### Инструментальные сочинения
- Profil sonore для клавесина (1970)
- Трио для фортепиано, скрипки и виолончели (1975)
- Les chiens qui rêvent dans la nuit, трио для арфы, флейты и альта (1982)
- Interactions для кельтской арфы и гитары (1983)
- Non si muove una foglia для гитары (1985)
- Ainsi la Vie для альта соло (1991)
- Engrenage для квинтета медных (1992)
- Время и мир для кларнета и фагота (1994)
- Любовь и жизнь женщины для трио струнных по картинам Мориса Дени (1995)
- Osmose для гитары и альта (2001)
- Nomade для двух перкуссионистов (2002)
- Оратория для трубы и органа (2004)
- Happy Moment для фанфары (2004)
- Barcarolle de souvenir для фортепиано (2005)
- Impression Tango для скрипки (либо альта или виолончели) и аккордеона или фортепиано (2005)
- Architecture для органа (2007)
- Концерт для подготовленного клавесина и оркестра с цимбалами (2007)
- Токката для фортепиано и перкуссии (2007)
- Au fil du temps для гобоя, кларнета, рожка, трубы, фортепиано и струнного квартета (2008)
- Le crépuscule du Kol Nidré, тема и вариации для виолончели соло (2009)
- Moments interrompus для скрипки и альта (2011)

### Вокальные сочинения
- Un jour d’automne для сопрано, кларнета и фортепиано на слова Павла Когоута (1988)
- Monsieur Monsieur для сопрано, фортепиано и бандонеона на стихи Жана Тардьё (1989)
- Un coup de dès n’abolira jamais le hazard для баритона и виолончели на стихи Малларме (1998)
- Je me souviens для сопрано, баритона и фортепиано на стихи Арагона (2000)
- Ода Сальвадору Дали, для певца, гитары и ансамбля инструментов на стихи Лорки (2000)
- Кадиш для голоса, фортепиано и виолончели (2009)
- Диана и Актеон для меццо-сопрано и струнного квартета (2010)

## Признание
Премия Джордже Энеску (1989). Большая премия Союза авторов, композиторов и музыкальных издателей Франции за совокупность созданного (2001). Премия Института Франции (премия Шартье, 2006).